# Marc Ortner
Marc Ortner (* 17. März 1998) ist ein österreichischer Fußballspieler.

## Karriere
Ortner begann seine Karriere beim ASK Kaltenleutgeben. Im April 2012 wechselte er zum 1. SVg Wiener Neudorf. Mitte 2012 kam er in die AKA Burgenland. Im Sommer 2016 wechselte er als Kooperationsspieler zu den Amateuren der SV Mattersburg. Für Mattersburg II absolvierte er in der Saison 2016/17 zwölf Spiele in der Landesliga.
Zur Saison 2017/18 schloss er sich dem Zweitligisten Floridsdorfer AC an. Sein Debüt in der zweiten Liga gab er im Juli 2017, als er am ersten Spieltag der Saison 2017/18 gegen den SC Austria Lustenau in der Startelf stand.
Im Februar 2018 wechselte er zum Regionalligisten SK Austria Klagenfurt. Mit den Kärntnern konnte er zum Ende der Saison 2017/18 in die 2. Liga aufsteigen. Nach der Saison 2018/19 verließ er Klagenfurt. Nach einem halben Jahr ohne Verein wechselte er im Februar 2020 zum Regionalligisten ATSV Wolfsberg. Für Wolfsberg kam er zu einem Regionalligaeinsatz, ehe die Saison abgebrochen wurde. Nach der Saison 2019/20 zog sich der Verein aus der Regionalliga zurück, woraufhin Ortner zur Saison 2020/21 zum SV Spittal/Drau wechselte. In eineinhalb Jahren in Spittal absolvierte er 26 Regionalligapartien.
Im Jänner 2022 wechselte Ortner in die Regionalliga Ost zum FC Marchfeld Donauauen.